# Львів (кінотеатр)
Кінотеатр «Львів» — колишній кінотеатр, розташований у місті Львові, в історичній місцевості Софіївка, на алеї у верхній частині Стрийського парку.

## Історія
У 1936—1937 роках для Східних торгів за проєктом львівського архітектора Петра Тарнавецького, фірмою Міхала Уляма, у верхній частині Стрийського парку, збудована найбільша споруда виставки — павільйон важкої промисловості. Зварні стальні конструкції даху виконала краківська фірма «L. Zieleniewski i Fitzner-Gamper S. A.».
Наприкінці 1950-х років павільйон перебудований, де 1960 року відкрито перший кінотеатр України з обладнанням для демонстрації широкоформатних фільмів зі стереозвуком та глядацькою залою, що налічувала 760 місць. 1966 року глядацька зала кінотеатру налічувала вже 911 місць, а за день у кінотеатрі відбувалося, у середньому, до 7 кіносеансів, а працювало там 36 осіб. У той час кінотеатр був один із найбільших та був дуже популярним серед львів'ян.
У 1980-х роках через спад випуску широкоформатних фільмів, кінотеатр був переобладнаний на систему монозвуку. За статистикою, у 1989 році кінотеатр відвідало 644 562 глядачі.
Станом на 2020 рік це був єдиний комунальний кінотеатр у Львові. 